# Finse Merenvlakte

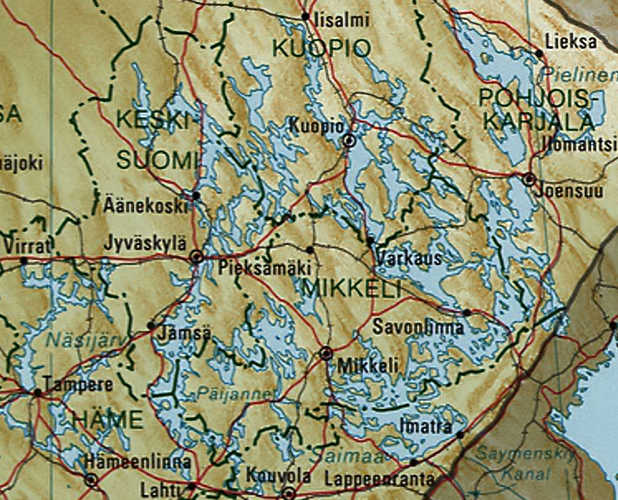
Kaart van de Finse Merenvlakte

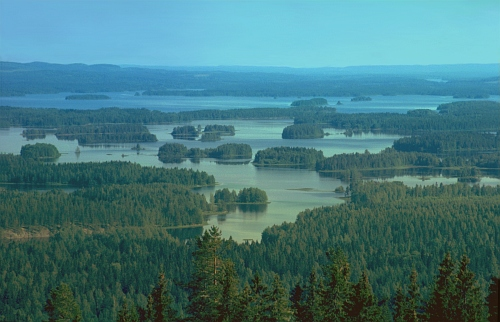
Typisch landschap in de Finse Merenvlakte

De Finse Merenvlakte is een enorme beboste vlakte met een oppervlakte van ruim 100.000 km² in het binnenland van Finland. In dit gebied liggen ongeveer 60.000 meren (zo'n 25% van het hele gebied), waarvan vele door korte rivieren, beken en kanalen worden verbonden, waardoor ze commerciële waterwegen vormen.
De Finse Merenvlakte bevindt zich in Centraal- en Oost-Finland en de aan Finland grenzende delen van Rusland (de Karelische Landengte en de deelrepubliek Karelië). De zuidelijke grens wordt gevormd door de Salpausselkä-heuvelrug.
Het grootste meer van het gebied (en tevens het grootste meer van Finland en op drie na grootste meer van Europa) is het Saimaameer. Dit is in feite een uitgestrekt merensysteem van 4500 km², waarvan het grootste meer zo'n 1300 km² beslaat.